# Кастель-дель-Пьяно
Касте́ль-дель-Пья́но (итал. Castel del Piano) — коммуна в Италии, располагается в области Тоскана, в провинции Гроссето.
Население составляет 4331 человек (2008 г.), плотность населения составляет 63 чел./км². Занимает площадь 68 км². Почтовый индекс — 58033. Телефонный код — 0564.
Покровительницей коммуны почитается Пресвятая Богородица (Maria Santissima delle Grazie), празднование 8 сентября.

## Демография
Динамика населения:

## Администрация коммуны
- Официальный сайт: http://www.comune.casteldelpiano.gr.it/